# Casa del Metge Castell
La Casa del Metge Castell, és un edifici Bé de rellevància local i recollit al Catàleg de Béns i Espais Protegits, des d'octubre de 2006, estant publicat en el Butlletí Oficial Provincial des de juny de 2007. El seu codi d'identificació és: 12.05.009-010.

## Descripció
Es tracta d'un edifici construït seguint un estil eclèctic modernista i situat al carrer Trinitat d'Almassora. es considera un dels edificis més destacables de la Vila. Es va construir en 1905 i pot destacar-se la riquesa de la fusteria interior, així com l'enreixat modernista que decora les seves balconades. És considerada obra de Francesc Tomás Traver, que exercia en aquella època el càrrec d'arquitecte municipal. Va ser propietat del matrimoni format per Vicente Serra Canós i Antonia Arenós, promotors de la construcció del conegut Teatre Serra.